# Rocky Gattellari
Rocky Gattellari (Oppido Mamertina, Italia; 6 de septiembre de 1941–Sydney, Australia; 23 de junio de 2023) fue un boxeador australiano, nacido en Italia que participó en los Juegos Olímpicos.

## Carrera
Gattellari representó a Australia en los Juegos Olímpicos de Roma 1960 en la categoría de peso mosca, en donde venció a Abdelkader Belghiti de Marruecos en la segunda ronda antes de ser eliminado por el eventual ganador de la medalla de oro, Gyula Török de Hungría.
Debutaría a nivel profesional el 18 de septiembre de 1961, y meses después sería el campeón australiano de peso mosca, el cual defendió exitosamente en dos ocasiones. El 2 de diciembre de 1965 tendría una pelea por el título mundial de peso mosca, donde perdió ante Salvatore Burruni por knockout en el round 13. El 11 de diciembre de 1967 Gattellari enfrentó a Lionel Rose por el título australiano de peso paja, donde perdió por knockout en el round 13. Se retiraría en 1968.
Gattellari regresaría al ring en 1979, en una pelea ante Paul Ferreri por el título australiano de peso pluma. Perdió por TKO en el tercer round. Gattellari se retiró con un récord de 21 victorias (12 por knockout), tres derrotas (todas por knockout) y un empate.

## Tras el retiro
Luego de retirarse, Gattellari abrió un restaurante llamado Berowra Waters Inn en el suburbio de Edgecliff, el cual quebró.
Después Gattellari participó en la Elección Estatal de Nueva Gales del Sur en 1995 como candidato del Partido Liberal en el distrito de Cabramatta. Fue derrotado por la representante del Partido Laborista Reba Meagher, quien le puso una medida cautelar en su contra.